# パーティシペーション
パーティシペーション (Participation) とは、日本の民間放送におけるコマーシャルメッセージ（CM）の分類のひとつ。スポットCMの一種で、ステーションブレイクでない部分＝番組枠の中で流れるが、タイムCMのように広告主（スポンサー）の提供クレジットが明示されない形式。

## 解説
原義は異なり、もとは「番組スポンサーの共同提供方式」自体を指す言葉だった。1960年代後半、一社提供番組が主流だった時代において、民間放送が収入増を図り、複数の企業による提供体制を整え、これを「パーティシペーション」または「PT」と呼んだ。そのうち、番組枠内で提供クレジットを入れない一部の契約体制およびそのCM自体を指す語となった。スポンサーを記述する形式の番組表などでは、語源「participation」から「PT」、「PS」もしくは「各社」と表記される場合が多い。
タイムCMと異なり、番組制作費を負担する必要がなく、セールス料金が比較的安価である。この場合、番組枠では当該広告主の提供クレジットを示さずにCMを放送する（ラジオ番組のパーティシペーションの場合、「各社の提供でお送りします／しました」とアナウンスされるか、アナウンス自体が省略される）。ステーションブレイク枠のように複数の企業が（一見・一聴して）ランダムに流れる場合もあれば、1つのCM枠の中でタイムCMと共存して流れる場合もある（タイムCMを1社だけ流したあと、すべてスポット枠となる場合や、タイムCMとまぎれて1社だけパーティシペーションが流れる場合など）。
時間帯を限定して特定の広告主のパーティシペーションCMを放送する契約方法（「固定取り」）もある。

## 主に行われている時間帯・番組種別・業種
- テレビの場合は、時間別スポットランクが「C」の時間帯（早朝や平前日の深夜0時以降・休前日の深夜1時以降、昼のワイドショーのCM枠など）に多い。
- ラジオの場合は、スポンサーが付いていない番組や番組中でスポンサーが付いていない枠は全てPT。フロート番組とフロート番組の間に放送されることもある[3]。
- 通常「番組提供」という形でタイムCM枠を購入している企業が、自社の都合（商品や企業について不祥事などがあった場合、著名人等の訃報や不祥事が直前にあった場合など）で一時的に番組提供を取りやめる場合のCM枠もパーティシペーション枠扱いとなる。この場合、その企業がCMは流すものの、番組提供扱いにはしないというケースと、完全にCMを自粛して、他社CMもしくは公共広告などで枠を埋めるケースがある。
- BSデジタル放送局（民放系）やCS放送局は、その放送の仕組み上全国一斉に同一のCMしか放送できないことからスポンサーが少ないため、それをカバーするようにインフォマーシャル形式のCMがよく放送される。このようなCMもこの扱いに含まれる場合がある[4]。
- このほか、一部地域のテレビ局では通常は同時ネットされるレギュラー番組がプロ野球中継などの差し替えのために、時差ネット放送に変更される場合でもパーティシペーションとなるケースがある[5]。これは当該時間帯のネットスポンサーがプロ野球中継に組み込まれるため、その代替措置として行われる。
- 金融機関の個別企業（銀行、信用金庫、信用組合）では1991年1月からCMが解禁されたが、民放テレビでは当初は自主規制として1993年3月まで提供表示を自粛するパーティシペーション扱いとしていた（先に1990年6月に解禁されたラジオでは提供アナウンスを当初から解禁している）[6]。